# Tongatapu 1
Tongatapu 1 es un distrito electoral para la Asamblea Legislativa de Tonga. Se estableció para las elecciones generales de noviembre de 2010, cuando los distritos electorales regionales multi-escaños para Representantes Populares fueron reemplazados por distritos electorales de un solo asiento, eligiendo a un representante. Localizada en la isla principal del país, Tongatapu, abarca los pueblos de Kolomotuʻa, Tongataʻeapa, Tufuenga, Sopu-ʻo-Taufaʻahau, Isleli, Halaʻo vave, Tuʻatakilangi, Longolongo, Vaololoa y Kapeta.
Su primer representante fue Akilisi Pōhiva, un parlamentario veterano elegido por primera vez en 1987 y que comenzó así su noveno mandato consecutivo; la figura principal del movimiento a favor de la democracia, fue el líder del Partido Democrático de las Islas Amigas. 

## Miembro del Parlamento
| Año de Elección | Legislador             | Partido                                 |
| --------------- | ---------------------- | --------------------------------------- |
| 2010            | ʻAkilisi Pohiva        | Partido Democrático de las Islas Amigas |
| 2014            | ʻAkilisi Pohiva        | Partido Democrático de las Islas Amigas |
| 2017            | ʻAkilisi Pohiva        | Partido Democrático de las Islas Amigas |
| 2021            | Tevita Fatafehi Puloka | Independiente                           |